# Lipnice (Jílovice)
Lipnice je vesnice, část obce Jílovice v okrese České Budějovice v Jihočeském kraji. Leží jedenáct kilometrů jižně od Třeboně, na silnici k Novým Hradům. Nadmořská výška je 464 metrů. Přístup je také po okresní silnici od Kramolína a po cestách od Cepu a od Kojákovic. V roce 2011 zde trvale žilo 89 obyvatel.

## Název
Název Lipnice údajně pochází od starého slova „lipná“, což znamenalo mokrá, vlhká.

## Historie
Vesnice byla založena v oblasti, kterou ve 12. století vlastnil cisterciácký klášter z dolnorakouského Zwettlu (Světlé). Potom král Přemysl Otakar I. dal jižní Čechy do správy Vítka z Prčic, jehož potomci jihočeské území od světelského kláštera získali. Nejbližší centra Vítkovců vznikla na tvrzích v Třeboni a v Nových Hradech.
První písemná zmínka o vesnici pochází z roku 1378, kdy zde sídlil šlechtic Mikuláš z Lipnice zvaný Vícemil Za husitských nepokojů jeho tvrz zanikla, do současnosti zůstal jen název pole „Dvorský“. Když třeboňské i novohradské panství koupili páni z Rožmberka, měli také v Lipnici své poddané, avšak po krátkém čase Lipnici darovali třeboňskému augustiniánskému klášteru. Zástavba vesnice byla v té době mnohem menší než v současnosti, domy byly seskupeny těsně kolem návsi. Základ současné podobě vesnice dalo 18 usedlostí postavených po ničivé třicetileté válce. Jednalo se o tradiční jihočeskou vesnici, ve které řady usedlostí, ze čtyř stran uzavřené dvory, stály čely do velké návsi s několika rybníky. Důvodem k řídké zástavbě byl strach z šíření požárů.
Když z podnětu Viléma z Rožmberka byl v roce 1556 augustiniánský klášter zrušen, dostala se Lipnice na čas k třeboňskému panskému velkostatku.
Za třicetileté války v Lipnici klesl počet usedlíků na deset. Od roku 1630 patřila Lipnice opět klášteru. Po jeho zrušení v roce 1786 se dostala ke schwarzenberskému panství. Od něho státní správu převzalo v roce 1860 Okresní hejtmanství v Třeboni. K Třeboni patřila Lipnice až do zrušení okresu v roce 1960. Od té doby je součástí okresu českobudějovického.

## Obyvatelstvo
| Rok            | 1869 | 1880 | 1890 | 1900 | 1910 | 1921 | 1930 | 1950 | 1961 | 1970 | 1980 | 1991 | 2001 | 2011 | 2021 |
| -------------- | ---- | ---- | ---- | ---- | ---- | ---- | ---- | ---- | ---- | ---- | ---- | ---- | ---- | ---- | ---- |
| Počet obyvatel | 276  | 252  | 259  | 258  | 278  | 233  | 214  | 180  | 162  | 154  | 125  | 104  | 80   | 89   | 95   |
| Počet domů     | 37   | 41   | 39   | 40   | 42   | 39   | 41   | 44   | 83   | 42   | 35   | 44   | 43   | 45   | 46   |

## Obecní správa

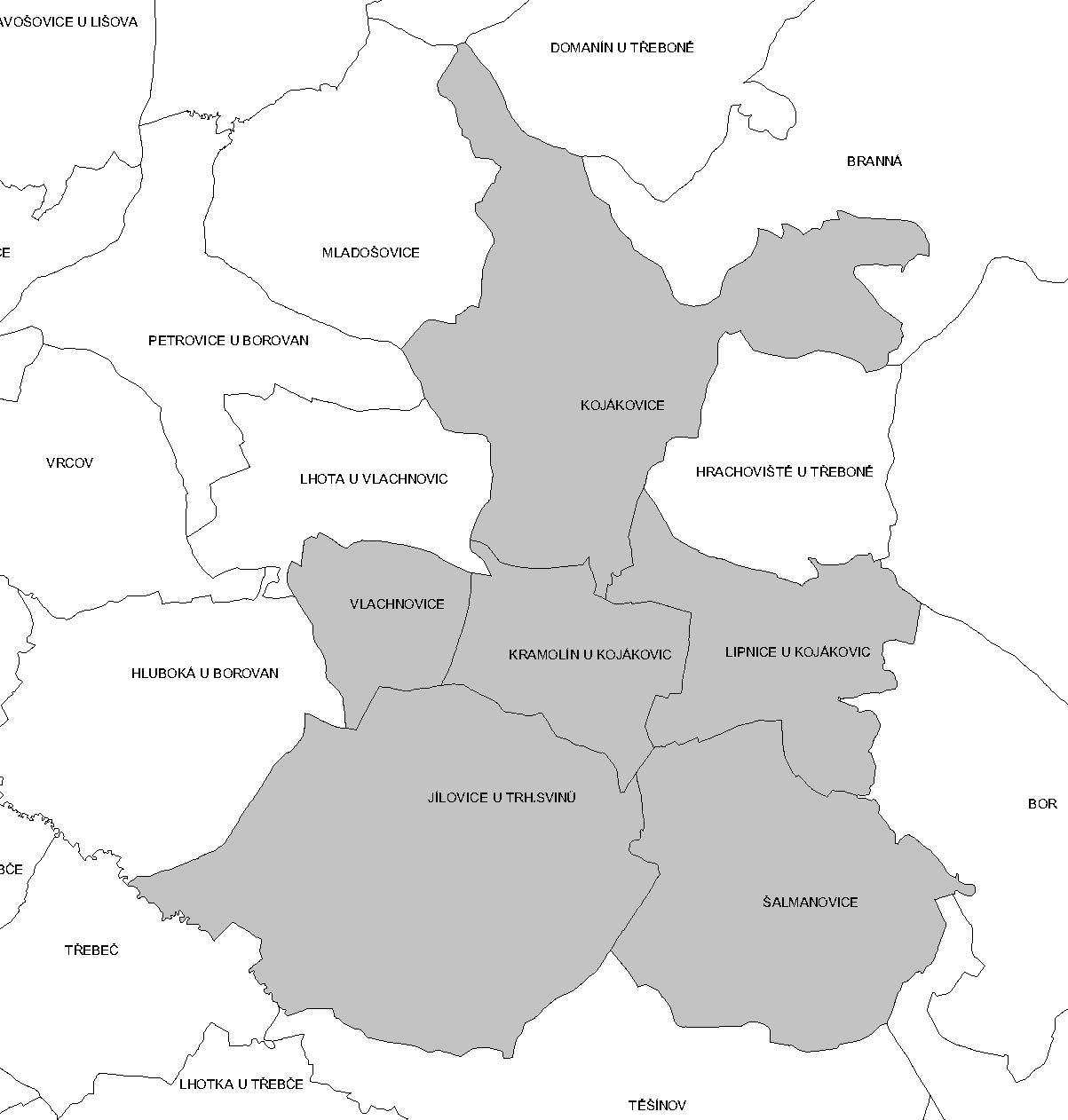
Katastrální členění Jílovic

Při sčítání lidu v letech 1850–1868 Lipnice byla osadou obce Cep v okrese Třeboň. V letech 1868–1964 byla samostatnou obcí, se kterým patřil nejprve do okresu Třeboň, ale od roku 1960 v okrese České Budějovice. Od 14. června 1964 do 31. prosince 1975 byla osadou obce Kojákovice v okrese Trhové Sviny. Od 1. ledna 1976 je částí obce Jílovice v okrese České Budějovice.

## Pamětihodnosti
Na jižní straně Lipnice jsou zbytky (úvoz) středověké „Cikánské cesty“, která slovanské hradiště v Doudlebech spojovala s Moravou a Uhrami. Název dostala stezka podle toho, že z východních zemí po ní do jižních Čech pronikali asijští cikáni. Ještě v druhé polovině 19. století se po stezce vozila železná ruda do hutí v Chlumu, v Hamru a na Františkově.
Východně od Lipnice nechal augustiniánský klášter na počátku 16. století postavit dva rybníky: Starý lipnický (18 hektarů) a Nový lipnický – Podřezaný (68 hektarů).

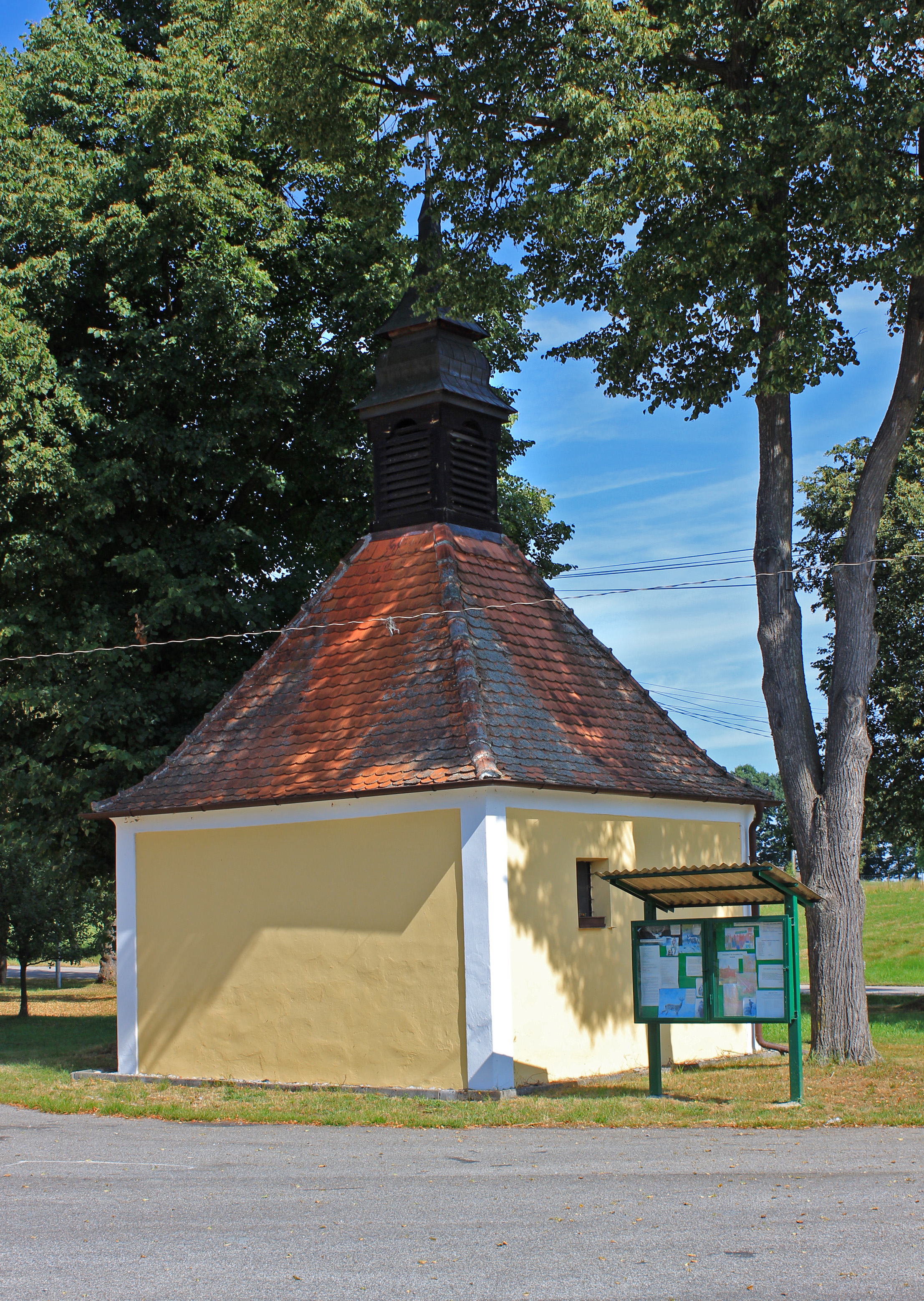
Kaple na návsi

Pod hrází Nového lipnického rybníka stával zádušní mlýn, který po roce 1661, kdy třeboňské panství koupil Schwarzenberg, patrně ohrožoval prosperitu panského mlýna v Suchdole. Protože ještě dlouho po třicetileté válce byly vztahy mezi oběma třeboňskými dvory, knížecím a klášterním, hodně vypjaté (prelát augustiniánského kláštera Norbert Herrman se musel soudně domáhat vrácení majetku), ani otázka lipnického mlýna nebyla řešena v rukavičkách. Hejtman schwarzenberského panství Matěj Hossmann z Manfeldu vytáhl 10. července 1672 v noci k Lipnici, jeho pacholci mlýn přepadli, podřezali konstrukci, aby se zřítil, a zničili mlýnská kola. Následovaly dlouhé soudní spory. Místu, kde mlýn stával, se říkalo U Podřezaného mlýna – název Podřezaný přešel na rybník i na rybářskou baštu.
Na březích Nového lipnického rybníka (Podřezaného), do kterého přitéká hnědá voda z přírodní rezervace Červené blato, jsou rekreační chaty.
Na lipnické návsi stojí čtvercová kaple Nejsvětější Trojice z roku 1800. Architektura kaple je v jižních Čechách určitý unikát, církevní stavby takového tvaru se nevyskytují. Před jejím postavením na místě stávala kaplička dřevěná.
Na západním okraji osady je pomníček legionáře Petra Zíky (jednotka Česká družina na Rusi), který 2. července 1917 padl v bitvě u Zborova.
Zajímavá je také budova č.3. Tento grunt vlastnil rod Vojtů, několika lipnických rychtářů. Další usedlosti, které si zachovaly původní podobu z 19. století jsou č. 2, 4, 6, 9, 14, 15, 16, 18, 21, 22, 23, 27, 28

## Zajímavosti
V letech 1924 až 1964 byly jihozápadně od Lipnice doly na bílou hlínu a na jemný písek pro železárny.
Hlinkové doly dosáhly největšího rozmachu v období německé okupace, kdy byly zařazeny pod upřednostňovaný nacistický zbrojní průmysl, takže mnoho lidí ze širokého okolí se v nich zachránilo před totálním pracovním nasazením v Německu. Po válce zde těžil znárodněný Calofrig Borovany, který v roce 1964 lipnický závod uzavřel a doly zahrnul.

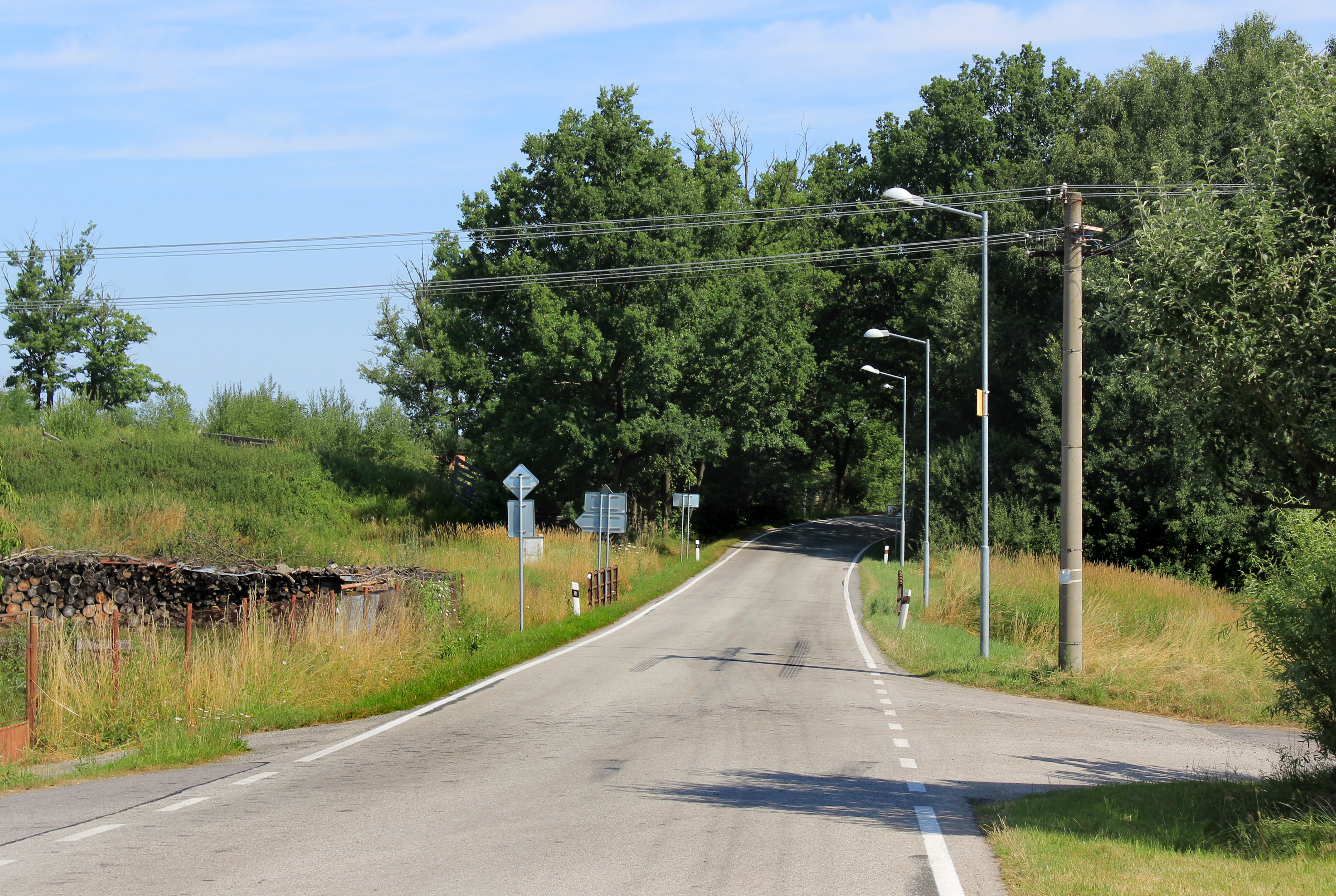
Silnice II. třídy č. 154 ve vesnici

Před koncem druhé světové války se v Lipnici usadily asi dva tisíce vojáků Ruské osvobozenecké armády (vytvořené Andrejem Vlasovem) včetně štábu generála Šepalova. Po skončení války 10. května 1945 v údolí Štěpánky u Lipnice zabili vlasovci 28 neozbrojených německých vojáků vracejících se z front domů.
Od roku 1978 je v Lipnici rozvodna elektrického proudu pro Třeboňsko, Suchdolsko, Novohradsko a Trhosvinensko.
V roce 2000 u Lipnice proběhla za účasti asi 5000 lidí nepovolená pětidenní mezinárodní hudební akce Czechtek technoparty, která jako první z řady těchto mediálně zveličených událostí otřásala i českou politickou scénou.
Lipnice leží na hranici Chráněné krajinné oblasti Třeboňsko, v chladnější části Třeboňské pánve, klima je výrazně ovlivňováno prouděním svěžího vzduchu, jak vlhkého atlantského ze západu, tak studeného a suchého z východu.

## Hospodářství
Mimo rozvodny elektrického proudu zde sídlí dřevařský podnik (zpracování dřeva a stavební práce), který v roce 2013 vyhořel. Je zde opravna automobilů (Mazda). V místě jsou 2 hostince.
Zemědělstvím se zabývají 3 malé soukromé závody a dvě velké společnosti, jejichž sídla jsou v Borovanech a Českých Budějovicích. Rybníky jsou obhospodařovány rybářskou společností Rybářství Třeboň.

## Osobnosti
- Viktor Tomšík – výtvarník a divadelník, působil zde v letech 1945 až 1951
- Ada Školka (* 1934) – hudební skladatel, narodil se a tvoří v Lipnici

## Další fotografie

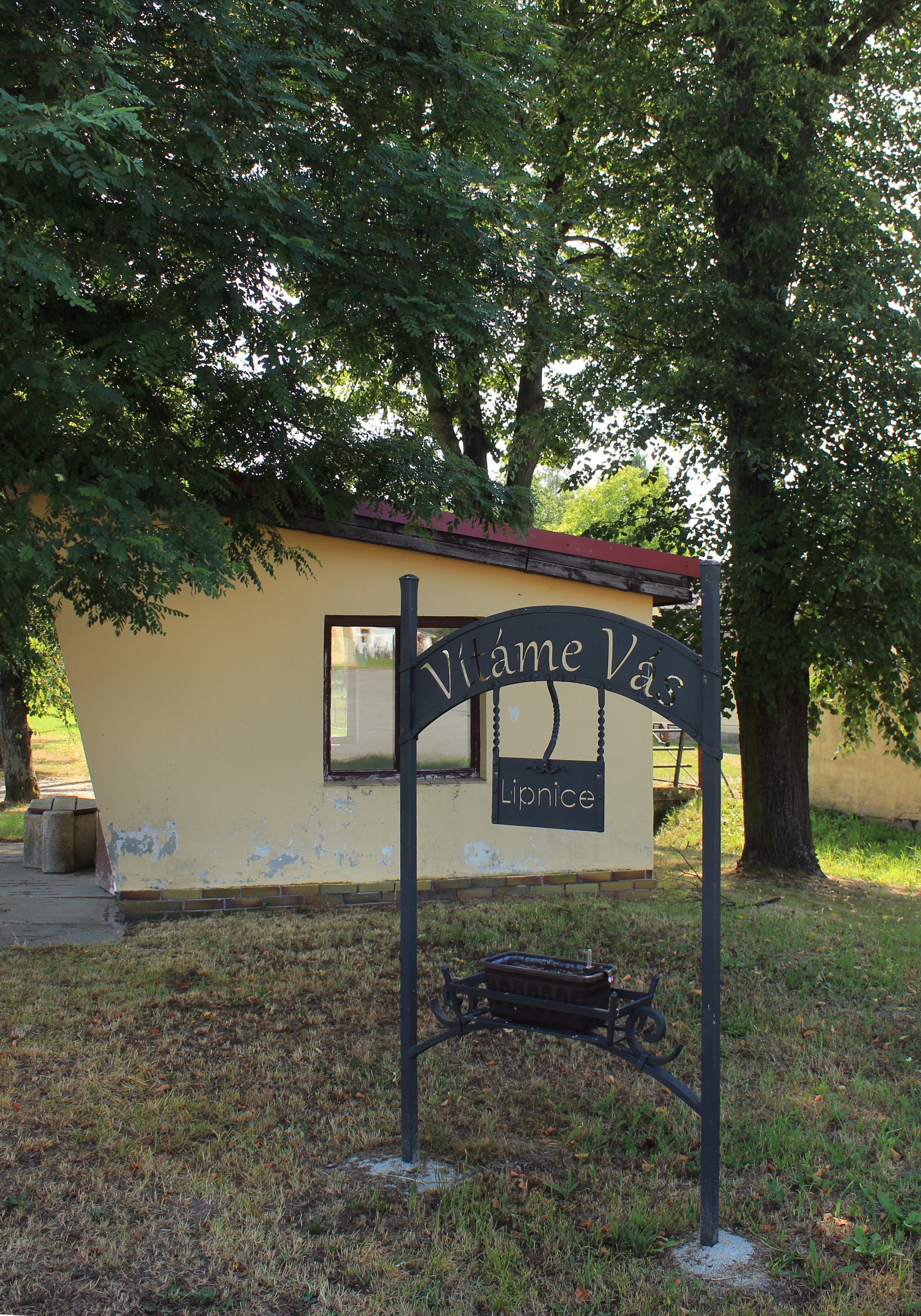
Zastávka s uvítáním
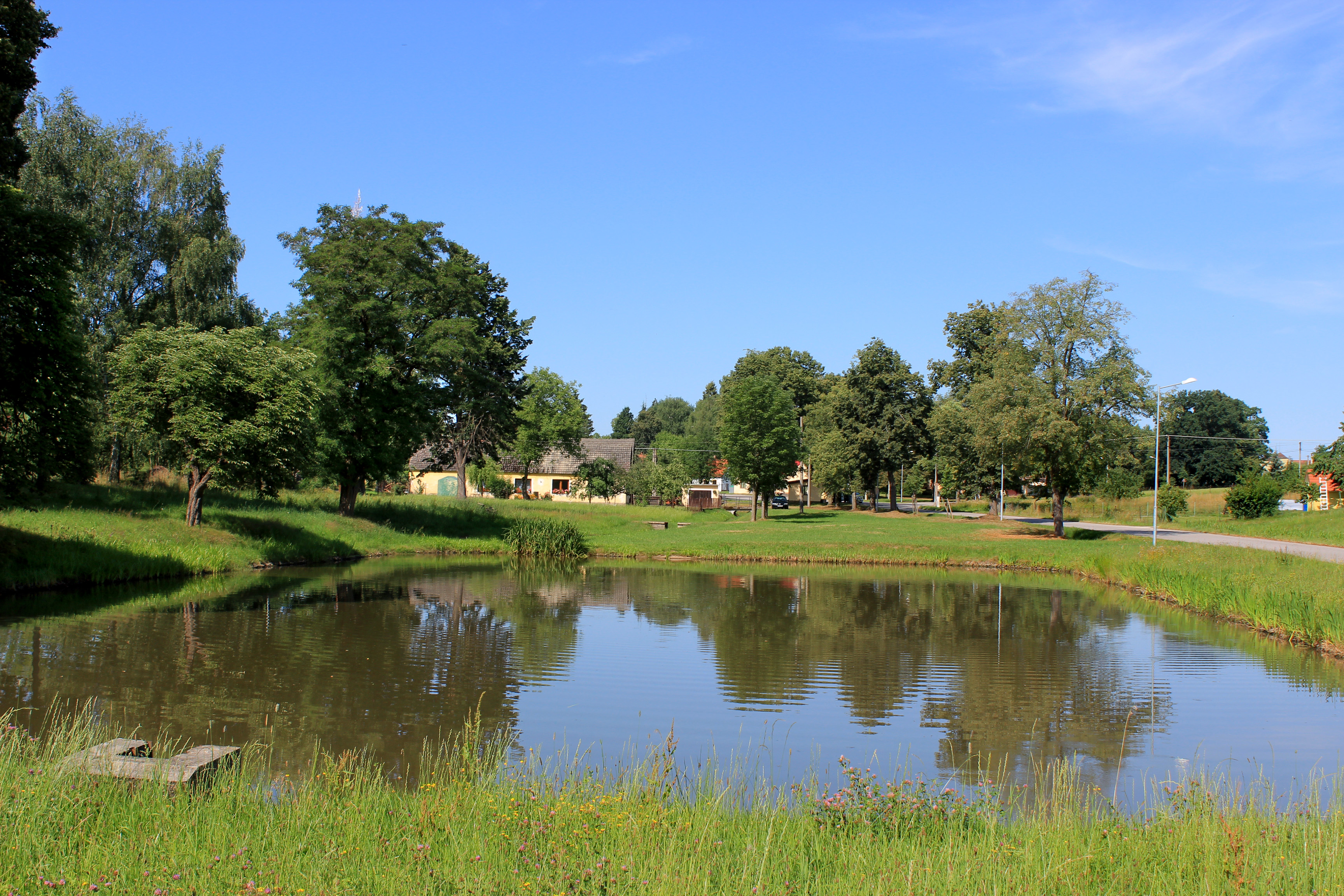
Rybník u návsi
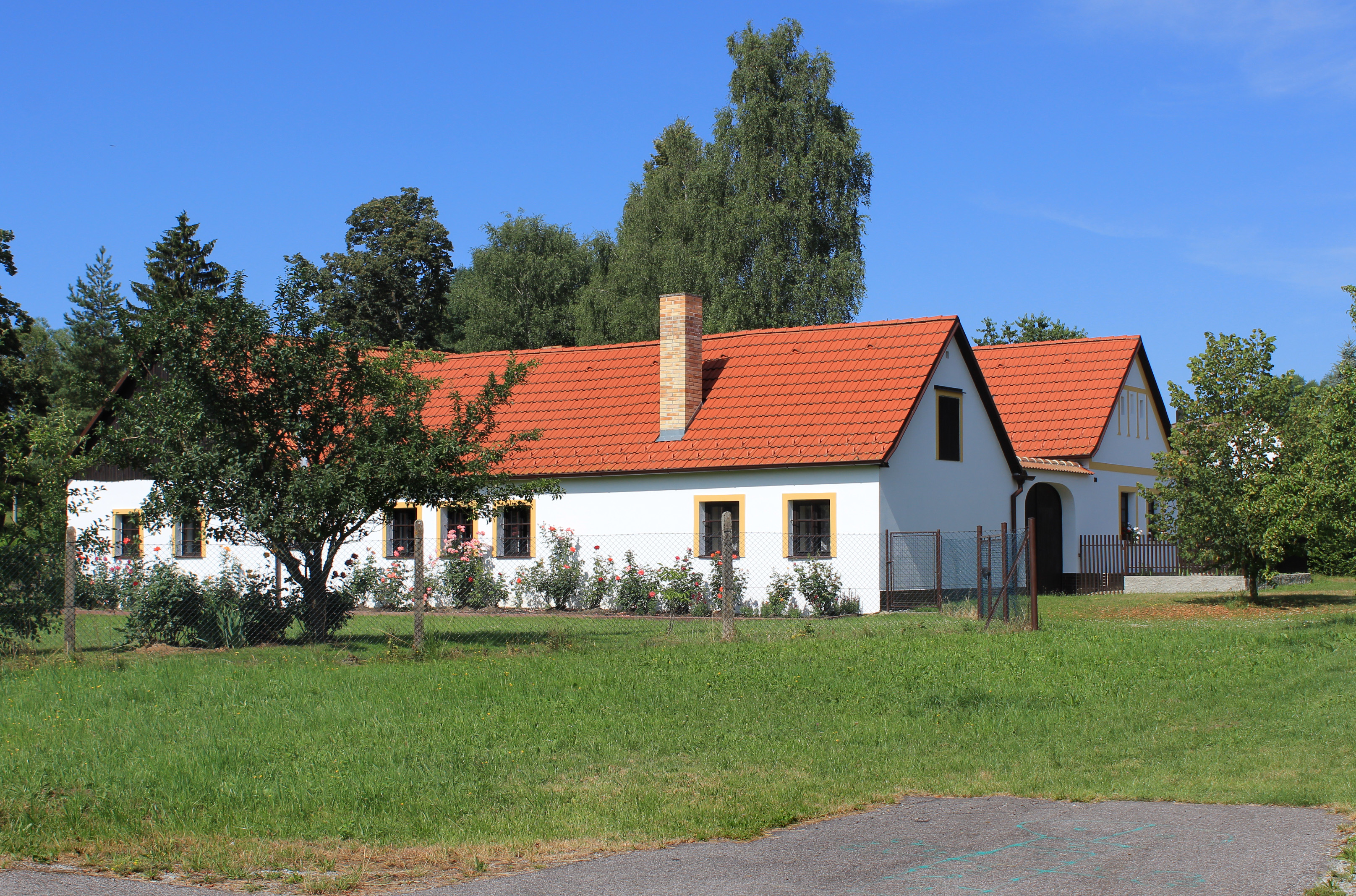
Bývalý statek čp. 30
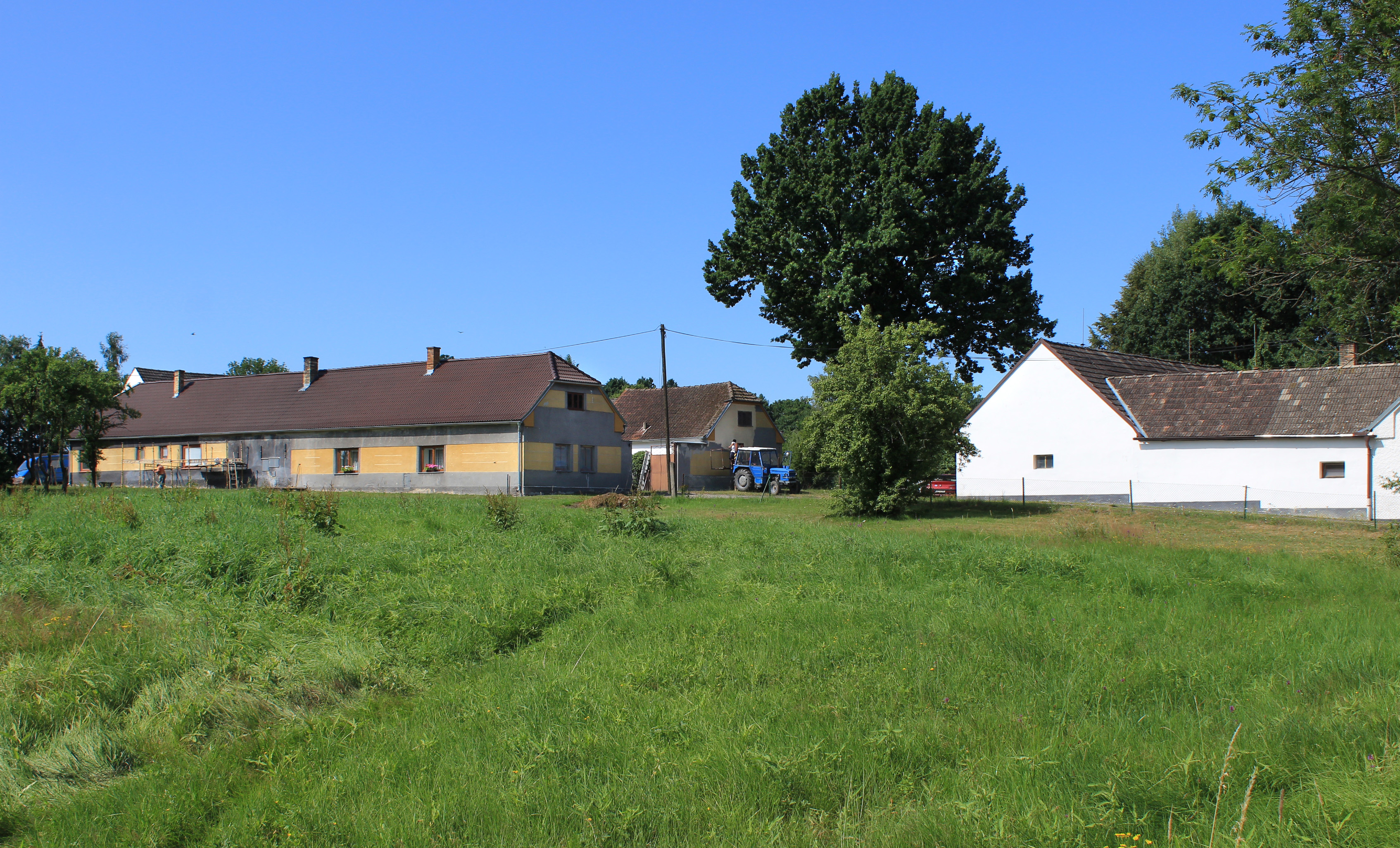
Východní část vesnice